# Lewiński (herb szlachecki)
Lewiński (Bach-Lewiński, Lewinski, Brochwicz III odmienny) − polski herb szlachecki, używany przez rodzinę osiadłą na Kaszubach. Herb własny rodziny Lewińskich. Odmiana herbu Brochwicz III.

## Opis herbu
Herb znany przynajmniej w trzech wariantach. Opisy z wykorzystaniem klasycznych zasad blazonowania.
Lewiński I (Brochwicz III odmienny, Brochwicz IIIb): W polu czerwonym pół jelenia złotego wyskakującego z półksiężyca złotego na opak, w skos lewy, z gwiazdą złotą w środku. Klejnot: nad hełmem w koronie ogon pawi z półksiężycem złotym na opak z takąż gwiazdą w środku. Labry czerwone, podbite złotem.
Lewiński II (Brochwicz odmienny, Poturgi odmienny): W polu jeleń wspięty stojący na półksiężycu z twarzą, z gwiazdą na prawo od grzbietu. Bezpośrednio na tarczy korona szlachecka. Barwy nieznane.
Lewiński IIa (Lewinski, Brochwoczi odmienny): W polu błękitnym jeleń wspięty, złoty, z prostymi rogami zakończonymi gwiazdą złotą na każdym rogu, stojący na takimż półksiężycu. Na tarczy korona szlachecka.
Lewiński III (Brochwicz odmienny): W polu jeleń wspięty stojący na kępie u podstawy tarczy. Bezpośrednio na tarczy korona szlachecka. Barwy nieznane.

## Najwcześniejsze wzmianki
Wersja I i II herbu pojawia się w tzw. "Nowym Siebmacherze" (Der Adel des Königreichs Preußen, 1906). Wersja IIa pochodzi z epitafium Anny z Dąbrowskich Lewińskiej (ok. 1758-1838), żony radcy ziemskiego Ksawerego Lewińskiego z kościoła parafialnego w Sulęczynie. Wersja III zachowała się na podstawie płyty nagrobnej umieszczonej w nawie bocznej kościoła Św. Mikołaja w Gdańsku, upamiętniającej Annę z Lewińskich Lniską (1784-1852).

## Rodzina Lewińskich (herbu Brochwicz odmienny)
Nazwisko rodziny pochodzi od wsi Lewino w dawnym powiecie mirachowskim. Najwcześniej wzmiankowanym członkiem rodu jest Piotr z Lewina, odnotowany w 1382 roku. 10 lat później odnotowano Ewarsa z Lewina. Jakub z Lewina studiował w Krakowie w 1434 roku. Po inkorporacji Prus do Polski w 1525 roku, prawo do Lewina potwierdzono Pawłowi, Wojciechowi i Pawłowi Lewińskiemu. W roku 1570 po raz pierwszy obok Lewińskich w Lewinie wzmiankowani są Rojkowie, którzy później także używali nazwiska Lewiński. Lewińscy byli typową drobną szlachtą kaszubską, szeroko rozrodzoną, posiadającą liczne działy we wsiach bliskich gniazdu. Mimo niewysokiej pozycji majątkowej, członkowie rodziny w XVIII wieku brali udział w życiu politycznym - brali udział w sejmikach i posłowali na sejmy elekcyjne. Feliks Łukasz Lewiński, brat Franciszka, był biskupem i senatorem duchownym Królestwa Kongresowego. Ze względu na podobieństwo herbów, rodzinę Lewińskich uważa się za wspólnego pochodzenia z rodem Bachów, a co za tym idzie z rodem Poturgi.

## Herbowni
Lewiński (Lewinsky, Lewintzky, Liewinski, Lyewyenski, błędnie - Lebinski, Libinski).
Członkowie rodziny wylegitymowali się w XIX wieku w Królestwie Polskim z herbem Brochwicz III.
Rodzina tego nazwiska z przydomkiem Rojek pieczętowała się herbem Lewiński (Lew odmienny).